# توتوق‌لو
توتوق‌لو (به لاتین: Totuqlu یا Topuqlu) یک منطقه مسکونی در جمهوری آذربایجان است که در شهرستان گدابیگ واقع شده است. توتوق‌لو ۲۲۱ نفر جمعیت دارد.